# 抱茎凤仙花
抱茎凤仙花（学名：Impatiens amplexicaulis）为凤仙花科凤仙花属的植物。分布于尼泊尔、印度、温带喜马拉雅山区西部以及中国大陆的西藏等地，生长于海拔2,900米至3,900米的地区，常生长在路边灌丛中，目前尚未由人工引种栽培。